# CEREMONY (King Gnuのアルバム)
『CEREMONY』（セレモニー）は、日本のミクスチャー・ロックバンドKing Gnuの3枚目のフル・アルバム。2020年1月15日にAriola Japanから発売された。

## 概要
「白日」の大ヒットによりKing Gnuがブレイクを果たした後の初のアルバムで、「白日」「飛行艇」、「傘」、「Teenager Forever」の4曲の配信限定シングルと、インスト曲3曲を含む新曲8曲の全12曲が収録された。本作は、ロックからソウル、ヒップホップ、クラシックや現代音楽まで、ジャンルを自在に横断する斬新なミクスチャーサウンドを確立しており、多方面から2020年を代表する1枚との評価を得ている。
リーダーの常田大希によって全曲作詞作曲・プロデュースされ、King Gnuでその編曲・アレンジを行った。
アルバムは、発売初週に23.8万枚を売り上げ、オリコン週間アルバムチャートで初登場1位を獲得。Billboard Japan Hot Albumsでは2週連続1位を記録し、年間チャートでは2位を獲得。

## 背景
King Gnuのリーダー常田大希によると、本作の制作のイメージは2019年の1月頃から存在していたといい、「飛行艇」を制作した時から意識するようになったと語った。その後、King Gnuは2月にシングル「白日」を発売し、これが大ヒットを記録。バンドはブレイクを果たした。これについて、ボーカルの井口理は、「King Gnuは1000の球が来たら全部場外まで飛ばしてやろうぜという気概でやってきているバンド」だと語り、「激流に揉まれながらも、その中で大きくなれたのかなという気がします。」と振り返った。また常田は、King Gnuが「大衆性を持ったポップスに取り組むこと」を選択したことに関して、「このバンドが望んだような形になっていっている実感はあるというくらいの感じ」だと語った。その後、バンドは8月に「飛行艇」を、10月に「傘」をリリースする。その直後にワンマンツアー『King Gnu Live Tour 2019 AW』が開幕。そしてその最終公演となる11月26日、東京・Zepp Tokyoにて、同公演のアンコールでニューアルバム『CEREMONY』のリリースが発表された。その後、紅白歌合戦への初出場も決定し、12月20日にはアルバムから「Teenager Forever」を先行配信。また、収録曲「小さな惑星」「ユーモア」「どろん」のタイアップも立て続けに発表され、12月27日には、ニューアルバムのティザー映像が公開された。『紅白歌合戦』への出場を経て、2020年1月9日に「Teenager Forever」のミュージックビデオを公開。そして、1月15日、アルバム『CEREMONY』がリリースされた。

### タイトル
アルバムタイトルの「CEREMONY」は「バンドのストーリー」が由来だという。ファーストアルバム『Tokyo Rendez-Vous』では「男の子と女の子が東京でデートしているジャケット」で“1対1の出会い”を表現し、セカンドアルバム『Sympa』では「シンパ」を募り、そして今回「ようやく“開会式”をできる状態になった」と語った。

## 制作
メンバーは、本作の制作は「苦戦した」とインタビューで語っている。特に制作の後半では、「メロディや歌詞がまだどうなるか決まっていない状態とか、曲の完成形が完全に決まっていない状態」だったといい、「ドラムやベースから録る」というようなレコーディングの仕方をとった楽曲もあった。常田によると、「スケジュールの問題」ではなく「なんとしてでも曲を形にしなきゃいけないサイクル」があったといい、「各々歌・ベース・ドラムを入れて、というような」「工場的な作り方」が強かったと語った。ドラムの勢喜遊もこれについて「ライン作業」と語っており、ベース・新井和輝は、その中でドラムを最後に録音した「壇上」が「録り方として一番いい順序」だったと語った。その「壇上」は、当初はアルバムに入れる予定ではなかった。しかし、アルバム曲がタイアップで埋まっていくうちに、「軽いアルバム」になってしまうことへの危惧が生じ、急遽、締め切り1週間前くらいの段階で制作・録音したという。
レコーディング・ミックスエンジニアは、前作『Sympa』でも担当した高橋ユキが務めている。

## 音楽性
『CEREMONY』は、キーボードの井口理と常田からなるツインボーカルを巧みに使い分け、ロックからソウル、ヒップホップ、クラシックや現代音楽まで、ジャンルを自在に横断する斬新なミクスチャーサウンドを確立させた作品となっている。本作は、3曲のインタールード曲と「壇上」を除いて全曲にタイアップが付いており、メンバーは「1曲1曲がクリーンナップ級というか、パワーヒッターな曲がそろったアルバム」と語っている。1曲目「開会式」では、人々の歓声と手拍子が不穏なオーケストレーションが徐々に壮大なファンファーレに変わっていき、『CEREMONY』の幕が開かれる。タイトでテンションの高い歌とバンドサウンドが特徴的な「どろん」「Teenager Forever」と続き、「ユーモア」では、King Gnuのサウンドメイキングに特徴的なオクターブユニゾンが、歌メロのみならずシンセでも同フレーズで重ねられている。そして、2019年を代表するロックソングであり、King Gnuの名を一躍世に知らしめた「白日」で「幕間」が入る。これは、いわゆるアナログ盤のおけるA面が終わり、B面が始まるようなイメージだという。続く「飛行艇」は、King Gnu屈指のアンセミックなロックナンバーで、これ以降のアルバム後半の展開では、人間臭くてウェットなセンチメントが暴露されていく。ヒップホップの影響が色濃いビートが躍動する「傘」は、メンバー曰く「哀愁のようなものが感じられるメロディライン」で歌謡曲のような趣があるという。実質的な最終曲となるクラシカルなバラード「壇上」では、リーダー・常田のパーソナルな心境がエモーショナルに表現されている。そしてアウトロの「閉会式」は、「壇上」からその孤独を引き継ぐように、「開会式」とは対照的な雰囲気の中、寂寥とした弦の独奏で終わる。

## リリース、プロモーション
アルバムは、2020年1月15日に、CDのみの通常盤とBlu-rayが付属する初回生産限定盤の2形態で発売された。初回生産限定盤の特典Blu-rayには、2019年4月に行われた『King Gnu One-Man Live Tour 2019 "Sympa"』の東京・新木場STUDIO COAST公演のライブ映像を収録されている。また、PlayPASS（プレイパス）コードが封入されており、専用アプリ（Play PASS Music Player）で読み込むことでCDの音源、Blu-ray映像をストリーミング再生もしくはダウンロードが可能。その他にも、両形態の初回プレス分には全国ツアー『King Gnu Live Tour 2020 “CEREMONY”』のチケットの先行申し込みシリアルナンバーが封入された。
2020年12月2日には、アルバム『Tokyo Rendez-Vous』『Sympa』とあわせて、本作『CEREMONY』のアナログ盤が発売された。
2018年4月から2019年3月までInterFM897で放送されていたKing Gnuのレギュラー番組「RADIO GNU」が復活し、12月16日23:00～23:30にスペースシャワーTVのコラボ企画「RADIO GNU～CEREMONY SPECIAL～」として放送。番組では今作『CEREMONY』についての特集が組まれた。12月22日に放送された後編の放送では、アルバムに参加している江崎文武（WONK）や公私共に縁のあるバンド・Tempalay、井口がパーソナリティを務めるラジオ番組で共演したchelmicoの3組がゲストとして登場した。また、「Teenager Forever」のハイレゾ音源をソニーのノイズキャンセリングヘッドフォン「WH-1000XM3」で試聴できる“King Gnuタクシー”が、12月20日から1月20日まで東京都を走る企画も行われた。年が明けると、1月24日に発売された雑誌「TV Bros.」3月号の表紙特集に登場。「NEW POWER,NEW ICON」と銘打った特集でアルバム『CEREMONY』全曲解説とロングインタビューが掲載された。

## 特典

### 初回プレス分限定特典
全国ツアー『King Gnu Live Tour 2020 “CEREMONY”』チケット先行申し込みシリアルナンバー封入。(通常盤の初回プレス分にも封入)

### 購入特典
店舗別に11種の特典がある。
| 店舗                                           | 特典                                      | 備考 |
| ---------------------------------------------- | ----------------------------------------- | --- |
| Sony Music Shop                                | オリジナルてぬぐい                        | |
| TOWER RECORDS                                  | オリジナルギターピック                    | 店舗購入ではオリジナルレシートを配布 ”手書きの文字で「King Gnu あざす〜」と印刷されている。”                  |
| HMV                                            | オリジナル缶バッジ                        | |
| TSUTAYA RECORDS/ TSUTAYAオンラインショッピング | オリジナルクリアファイル                  | |
| WonderGOO/新星堂/ 新星堂WonderGOOオンライン    | オリジナルステッカー (CDジャケットサイズ) | |
| 山野楽器CD/DVD取扱店舗                         | オリジナルアナザージャケット              | アナザージャケットの種類は 「白日」「飛行艇」「傘」の3種                                                      |
| Amazon.co.jp                                   | オリジナルデカジャケット                  | |
| 楽天ブックス                                   | オリジナルアクリルキーホルダー            | King Gnuオリジナル・デザイン仕様の “楽天ブックス限定オリジナル配送BOX”にて配送                                |
| 楽天ブックス                                   | オリジナルドリンクホルダー                | ・ファミリーマート受取り限定 ・King Gnuオリジナル・デザイン仕様の “楽天ブックス限定オリジナル配送BOX”にて配送 |
| セブンネットショッピング                       | オリジナルカラビナ                        | |
| King Gnu 応援店                                | 告知ポスター(B2ポスター)                  | |

## 評価

### 批評
- 『rockin'on』の小川智宏は、本作は単に「今流行っているバンドによる注目作」というレベルではなく、ロックとは何か、ロックバンドとは何か、そしてKing Gnuとは何か――という問いに真正面から取り組んだ、バンドの存在意義を懸けた傑作で、ロックの救世主と評した。とりわけ小川は終盤に注目し、1曲目「開会式」とは対照的な寂寥とした弦の独奏の最終曲「閉会式」が、「壇上」から孤独を引き継ぐようにして終わっていることに注目。そして、「『CEREMONY』は常田が自身の心の中に潜っていくことで、そのすべてを詳らかにするアルバム」と指摘し、それは「ロックバンドによるロックの本質論であり、哲学であり、そして反撃でもあるのだ」と語った[19]。同じく『rockin'on』の小松香里は、「情報過多で大衆が気分によって右往左往し、光と闇の濃淡が濃くなる一方の時代だからこそ、凄まじい集中力とスピード感で本質に向き合って生まれた、知性と野生の音楽。」と評し、「時代を切り拓くのはいつだってそういう批評的で革新的な音楽」と語った[29]。
- 音楽レビューサイトMikikiの酒井優考は、どの曲もキラーチューンであるとした上で、そこに「King Gnuらしい美意識＆キャッチーさという一貫したもの」と、「どの曲も似ていないし新しいというバラエティさ」が同居している点を評価した[30]。
- ライター/作曲家のナカニシキュウは、King Gnuの音楽の最大の特徴は「伝統的な邦楽ロックの構造を骨格として持ちながら、現代的かつ“洋楽的”なサウンドに身を包んでいる」点だとし、本作で、バンドのポピュラリティが突然変異的レベルアップを遂げたことを挙げ、「普通はあり得ないこと」と語った[20]。
- ライターの森朋之は、本作について「音楽的雑食性、つまり、ロック、ジャズ、R＆Bから現代音楽までを貪欲に飲み込み、大衆性と先鋭性を併せ持ったポップミュージックとして吐き出すスタイルをさらに突き詰めた作品」であると指摘し、「高度な音楽理論と奔放する閃きがぶつかり合うような楽曲がもたらす興奮は、明らかに異次元レベル。2020年を代表する1枚になると断言したい。」と語った[31]。

### 受賞とノミネート
| 年     | 音楽賞                         | 結果            | 出典   |
| ------ | ------------------------------ | --------------- | ------ |
| 2021年 | 第13回CDショップ大賞           | 入賞            | [ 32 ] |
| 2021年 | 第34回日本ゴールドディスク大賞 | ベスト5アルバム | [ 33 ] |

## チャート成績
オリコンチャートでは、2020年1月21日付週間アルバムランキングおよびデジタルアルバムランキングの2部門で初登場1位を獲得（初週23.8万枚、3.0万DL）。Billboard JAPANでは、2020年1月21日付の週間アルバム・セールス・チャートで、CDセールス、ダウンロード、ルックアップの3冠（初動3日間で167,512枚、当週244,976枚、29,377DL）を記録した。アルバムは、Billboard Japan Hot Albumsで2連覇したのち、最終的に18週連続でTOP10内にチャートインし続けた。なお、ダウンロード部門においては、通算4週で首位を獲得した。
本作は、2020年度Billboard Japan年間ランキングにて、CDセールス5位、ダウンロード3位、ルックアップ3位で総合2位を獲得。オリコン年間アルバムチャートでは6位を記録している。
| チャート（2020年）              | 最高 順位 |
| ------------------------------- | --------- |
| Billboard Japan Hot Albums      | 1         |
| Billboard Japan Top Album Sales | 1         |
| Billboard Japan Download Albums | 1         |
| オリコン週間アルバムチャート    | 1         |
| オリコン週間 デジタルアルバム   | 1         |
| オリコン週間 合算アルバム       | 1         |

| チャート（2020年）              | 順位 |
| ------------------------------- | ---- |
| Billboard Japan Hot Albums      | 2    |
| Billboard Japan Download Albums | 2    |
| オリコン年間アルバム            | 6    |
| オリコン年間デジタルアルバム    | 3    |
| オリコン合算アルバム            | 3    |

### 認定とセールス
| 国/地域                                             | 認定     | 認定/売上数                         |
| --------------------------------------------------- | -------- | ----------------------------------- |
| 日本 (RIAJ)                                         | プラチナ | 436,000（フィジカルCD) （オリコン） |
| 日本 (RIAJ)                                         | N/A      | 91,000 (デジタル配信）              |
| CD+DL                                               |          |                                     |
| 日本 (RIAJ)                                         | N/A      | 527,000                             |
| * 認定のみに基づく売上数 ^ 認定のみに基づく出荷枚数 |          |                                     |

### 収録曲のチャート
| #   | 曲名             | Hot 100 | DL   | ST   | 出典   |
| --- | ---------------- | ------- | ---- | ---- | ------ |
| #1  | 開会式           | 81位    | -    | 28位 | [ 42 ] |
| #2  | どろん           | 6位     | 9位  | 5位  | [ 43 ] |
| #3  | Teenager Forever | 5位     | 9位  | 3位  | [ 44 ] |
| #4  | ユーモア         | 26位    | 14位 | 13位 | [ 45 ] |
| #5  | 白日             | 2位     | 3位  | 1位  | [ 46 ] |
| #6  | 幕間             | 77位    | -    | 25位 | [ 47 ] |
| #7  | 飛行艇           | 15位    | 33位 | 8位  | [ 48 ] |
| #8  | 小さな惑星       | 25位    | 10位 | 15位 | [ 49 ] |
| #9  | Overflow         | 41位    | 50位 | 18位 | [ 50 ] |
| #10 | 傘               | 24位    | 53位 | 9位  | [ 51 ] |
| #11 | 壇上             | 66位    | 99位 | 26位 | [ 52 ] |
| #12 | 閉会式           | -       | -    | 50位 | [ 53 ] |

## 収録曲
| 全作詞・作曲: Daiki Tsuneta、全編曲: King Gnu。 |                      |               |               |      |
| #                                               | タイトル             | 作詞          | 作曲・編曲    | 時間 |
| 1.                                              | 「開会式」           | Daiki Tsuneta | Daiki Tsuneta | 0:48 |
| 2.                                              | 「どろん」           | Daiki Tsuneta | Daiki Tsuneta | 3:02 |
| 3.                                              | 「Teenager Forever」 | Daiki Tsuneta | Daiki Tsuneta | 3:09 |
| 4.                                              | 「ユーモア」         | Daiki Tsuneta | Daiki Tsuneta | 3:27 |
| 5.                                              | 「白日」             | Daiki Tsuneta | Daiki Tsuneta | 4:36 |
| 6.                                              | 「幕間」             | Daiki Tsuneta | Daiki Tsuneta | 0:56 |
| 7.                                              | 「飛行艇」           | Daiki Tsuneta | Daiki Tsuneta | 4:20 |
| 8.                                              | 「小さな惑星」       | Daiki Tsuneta | Daiki Tsuneta | 2:31 |
| 9.                                              | 「Overflow」         | Daiki Tsuneta | Daiki Tsuneta | 3:21 |
| 10.                                             | 「傘」               | Daiki Tsuneta | Daiki Tsuneta | 3:23 |
| 11.                                             | 「壇上」             | Daiki Tsuneta | Daiki Tsuneta | 5:40 |
| 12.                                             | 「閉会式」           | Daiki Tsuneta | Daiki Tsuneta | 1:29 |
| 合計時間:                                       | 合計時間:            | 36:42         |               |      |

『King Gnu One-Man Live Tour 2019「Sympa」2019.04.12 新木場STUDIO COAST』を収録 (「Vivid Red (未発表曲) 」「Teenager Forever」の映像は収録されない) 
| #   | タイトル                   | 作詞 | 作曲・編曲 |
| --- | -------------------------- | ---- | ---------- |
| 1.  | 「Sympa I」                |      |            |
| 2.  | 「Slumberland」            |      |            |
| 3.  | 「Sorrows」                |      |            |
| 4.  | 「Vinyl」                  |      |            |
| 5.  | 「McDonald Romance」       |      |            |
| 6.  | 「ロウラヴ」               |      |            |
| 7.  | 「Bedtown」                |      |            |
| 8.  | 「NIGHT POOL」             |      |            |
| 9.  | 「白日」                   |      |            |
| 10. | 「Sympa II」               |      |            |
| 11. | 「Hitman」                 |      |            |
| 12. | 「Flash!!!」               |      |            |
| 13. | 「Don't Stop the Clocks」  |      |            |
| 14. | 「It's a small world」     |      |            |
| 15. | 「破裂」                   |      |            |
| 16. | 「Tokyo Rendez-Vous」      |      |            |
| 17. | 「Prayer X」               |      |            |
| 18. | 「あなたは蜃気楼」         |      |            |
| 19. | 「The hole」               |      |            |
| 20. | 「サマーレイン・ダイバー」 |      |            |

## 楽曲解説
1. 開会式
  - 前身バンドであるMrs.Vinciの頃に発表した楽曲『In Tokyo』の一部分。
2. どろん
  - 映画『スマホを落としただけなのに 囚われの殺人鬼』主題歌
  - 今作発売後にMVが公式YouTubeにて公開された。
  - 僅かだが、冒頭が｢開会式｣と繋がっている。
  - King Gnuの楽曲の中では珍しく、ライヴではキーを下げて演奏される。
3. Teenager Forever
  - ソニー『完全ワイヤレス型ノイキャンイヤホン WF-1000XM3』『ハイレゾウォークマン“NW-A100シリーズ』CMソング[54][55]
  - 2019年12月20日に各配信サイトにて先行配信された。
  - 2019年10月5日から全国のソニーストア、一部の家電量販店で、ハイレゾ音源の試聴施策が実施された[54]。
  - 以前からライブで披露されてきた楽曲で、音源化されたのは初。
  - 2020年1月9日にミュージックビデオが公開された。PERIMETRONから各メンバーに100万円ずつ渡され、その資金でそれぞれがやりたいことをしたものを撮影したプライベートムービーとなっている。常田はロシア・ウラジオストクへ釣りに行き、勢喜は結婚したばかりの妻と共にグアムへ新婚旅行、新井は母親に車をプレゼント、井口はフィリピンで豪遊した。
4. ユーモア
  - スマートフォン用アプリゲーム『ロマンシング サガ リ・ユニバース』1周年記念TVCMソング
5. 白日
  - 配信限定2ndシングル
  - ストリーミング再生5億回以上（公式YouTubeのMVのみで4億再生を突破）
  - 日本テレビ系 土曜ドラマ『イノセンス 冤罪弁護士』主題歌
6. 幕間
  - 「開会式」同様、『In Tokyo』の一部分。
  - 2023年のスタジアムツアー「CLOSING CEREMONY」で発売から3年の時を経てライブ初披露された。
7. 飛行艇
  - 配信限定3rdシングル
  - ANA 国内版テレビCM『ひとには翼がある』篇CMソング
  - 僅かだが、冒頭が｢幕間｣と繋がっている。
  - 多くのライブで1曲目で演奏されており[注 1]、本アルバムでも最初は1曲目に配置される予定だった。
8. 小さな惑星
  - Honda「VEZEL」『PLAY VEZEL 昼夜』篇 CMソング
  - 2023年のスタジアムツアー「CLOSING CEREMONY」で発売から3年の時を経てライブ初披露された。
9. Overflow
  - 家入レオに提供した楽曲「Overflow」[注 2]のセルフカバー。
  - 僅かだが、冒頭が｢小さな惑星｣と繋がっている。
10. 傘
  - 配信限定4thシングル
  - ブルボン「アルフォート」CMソング
11. 壇上
  - 全編にわたり、常田がメインボーカルを務めるバラード曲。元々は収録される予定では無かったが、アルバム全体の流れを考え、急遽、締め切り一週間前に製作された[56]。
  - 常田曰く、King Gnuが解散した際を思い浮かべて歌詞を書いたという。
  - 2023年のスタジアムツアー「CLOSING CEREMONY」で発売から3年の時を経てライブ初披露された。
12. 閉会式
  - 「開会式」「幕間」同様、『In Tokyo』の一部分。
  - 僅かだが、冒頭が｢壇上｣と繋がっている。

## 演奏
- 常田大希：Guitar, Piano, Cello, Contrabass, Programming, Vocal
- 井口理：Vocal
- 新井和輝：Bass, Additional Chorus (4)
- 勢喜遊：Drums
- 江崎文武 (WONK)：Keyboards,Piano, Rhodes, Organ, Synthesizer (4,5,7,8,9,10,11)
- MELRAW：Saxophone (1,2,6,12)
- 真砂陽地：Trumpet (1,2,6,12)
- 常田俊太郎：Violin, Cello (1,6,11)
- ermhoi：Additional Chorus (3)
- 西田弓：Additional Chorus (4,7)

## King Gnu Live Tour 2020 “CEREMONY”
『King Gnu Live Tour 2020 “CEREMONY”』（キング ヌー ライブ ツアー 2020 "セレモニー"）は、アルバム『CEREMONY』を携えて開催される予定だった、バンド初のアリーナ公演含む全国ツアー。全公演が新型コロナウイルスの感染防止のため開催見合わせとなった。
日程
| 公演日  | 会場                 | 備考                                           |
| ------- | -------------------- | ---------------------------------------------- |
| 4月4日  | 仙台GIGS             | 新型コロナウイルスの感染防止のため開催見合わせ |
| 4月5日  | 仙台GIGS             | 新型コロナウイルスの感染防止のため開催見合わせ |
| 4月10日 | KT Zepp Yokohama     | 新型コロナウイルスの感染防止のため開催見合わせ |
| 4月11日 | KT Zepp Yokohama     | 新型コロナウイルスの感染防止のため開催見合わせ |
| 4月16日 | Zepp Sapporo         | 新型コロナウイルスの感染防止のため開催見合わせ |
| 4月17日 | Zepp Sapporo         | 新型コロナウイルスの感染防止のため開催見合わせ |
| 4月20日 | Zepp Nagoya          | 新型コロナウイルスの感染防止のため開催見合わせ |
| 4月21日 | Zepp Nagoya          | 新型コロナウイルスの感染防止のため開催見合わせ |
| 5月5日  | マリンメッセ福岡     | 新型コロナウイルスの感染防止のため開催見合わせ |
| 5月13日 | 東京ガーデンシアター | 新型コロナウイルスの感染防止のため開催見合わせ |
| 5月14日 | 東京ガーデンシアター | 新型コロナウイルスの感染防止のため開催見合わせ |
| 5月31日 | 大阪城ホール         | 新型コロナウイルスの感染防止のため開催見合わせ |
| 6月24日 | ぴあアリーナMM       | 新型コロナウイルスの感染防止のため開催見合わせ |
| 6月25日 | ぴあアリーナMM       | 新型コロナウイルスの感染防止のため開催見合わせ |

## King Gnu Live Tour 2020 AW “CEREMONY”
『King Gnu Live Tour 2020 AW “CEREMONY”』（キング ヌー ライブ ツアー 2020 エーダブリュウ "セレモニー"）は、King Gnuが2020年11月から12月に催した、全国5会場9公演を巡るコンサートツアー。
概要
バンドは2020年2月よりアリーナ公演を含む全国ツアー「King Gnu Live Tour 2020 "CEREMONY"」の開催を予定していたが、新型コロナウイルスの感染拡大の影響を受けて全公演を中止になっていた。以降、初のアリーナ公演の実現やスタッフの生活の維持、そしてファンにライブを届けるための協議を重ね、11月より感染拡大防止のガイドラインに沿う形でのツアー開催を決定した。
また、幕張メッセ国際展示場4〜6ホールにて、12月6日にツアー・ファイナル追加公演とその生配信ライブが行われることが発表された。
「CEREMONY」のリリースツアーであるが、収録曲のうち「幕間」「小さな惑星」「壇上」は演奏されていない。
日程
| 公演日   | 会場                                     |
| -------- | ---------------------------------------- |
| 11月7日  | 東京ガーデンシアター（東京都）           |
| 11月8日  | 東京ガーデンシアター（東京都）           |
| 11月18日 | 大阪城ホール（大阪府）                   |
| 11月19日 | 大阪城ホール（大阪府）                   |
| 11月24日 | 日本武道館（東京都）                     |
| 11月25日 | 日本武道館（東京都）                     |
| 12月1日  | 日本ガイシホール（愛知県）               |
| 12月2日  | 日本ガイシホール（愛知県）               |
| 12月6日  | 幕張メッセ国際展示場4〜6ホール（千葉県） |

## King Gnu Stadium Live Tour 2023 CLOSING CEREMONY
『King Gnu Stadium Live Tour 2023 CLOSING CEREMONY”』（キング ヌー スタジアム ライブ ツアー 2020 クロージング セレモニー）は、King Gnuが2023年5月から6月に催した、全国2会場4公演を巡るコンサートツアー。
概要
自身初のスタジアムツアー。
日程
| 公演日  | 会場                                      |
| ------- | ----------------------------------------- |
| 5月20日 | 長居陸上競技場 （ヤンマースタジアム長居） |
| 5月21日 | 長居陸上競技場 （ヤンマースタジアム長居） |
| 6月3日  | 横浜国際総合競技場 （日産スタジアム）     |
| 6月4日  | 横浜国際総合競技場 （日産スタジアム）     |